# Dekanat City Bowl (archidiecezja kapsztadzka)
Dekanat City Bowl – jeden z 8 dekanatów rzymskokatolickiej archidiecezji kapsztadzkiej w Południowej Afryce. 
Według stanu na listopad 2017 w skład dekanatu City Bowl wchodziło 10 parafii rzymskokatolickich. Urząd dziekana sprawował wówczas Fr Zane Godwin. 

## Lista parafii
Źródło:
| Lp. | Miejscowość  | Parafia                                      | Grafika | Kościół                                                     | Adres                                          | Proboszcz             |
| --- | ------------ | -------------------------------------------- | ------- | ----------------------------------------------------------- | ---------------------------------------------- | --------------------- |
| 1   | Camps Bay    | Parafia św. Teresy                           |         | Kościół św. Teresy w Camps Bay                              | 11 The Fairway Camps Bay 8005                  | Fr David Rowles       |
| 2   | Kapsztad     | Parafia Matki Bożej Uchodzącej do Egiptu     |         | Archikatedra Matki Bożej Uchodzącej do Egiptu w Kapsztadzie | Corner Roeland & Plein Streets Cape Town 8001  | Fr Rohan Smuts        |
| 3   | District Six | Parafia Świętego Krzyża                      |         | Kościół Świętego Krzyża w District Six                      | 31 Nile Street District Six 7925               | Fr Gerardo Garcia, CS |
| 4   | Factreton    | Parafia św. Łukasza                          |         | Kościół św. Łukasza w Factreton                             | Corner 16th & Factreton Avenues Factreton 7405 | Fr Emmanuel Siljeur   |
| 5   | Green Point  | Parafia św. Marii Magdaleny                  |         | Kościół św. Marii Magdaleny w Green Point                   | 19 Cheviot Place Road Green Point 8005         | Fr Andrew Cox         |
| 6   | Maitland     | Parafia św. Jana                             |         | Kościół św. Jana w Maitland                                 | 161B Coronation Road Maitland 7405             | Fr Zane Godwin        |
| 7   | Mowbray      | Parafia św. Patryka                          |         | Kościół św. Patryka w Mowbray                               | Corner Klipfontein & Campground Roads Mowbray  | Fr Kevin Dadswell     |
| 8   | Observatory  | Parafia Najświętszego Imienia Jezus          |         | Kościół Najświętszego Imienia Jezus w Observatory           | 118 Station Road Observatory 7925              | Fr Francis Ngadi, CMM |
| 9   | Sea Point    | Parafia Najświętszej Maryi Panny Dobrej Rady |         | Kościół Najświętszej Maryi Panny Dobrej Rady w Sea Point    | Corner St Andrews & Beach Roads Sea Point      | Mgr Clifford Stokes   |
| 10  | Woodstock    | Parafia św. Agnieszki                        |         | Kościół św. Agnieszki w Woodstock                           | Dublin Street Woodstock 7925                   | Fr Roman Viveros, CS  |